# Microneta sima
Microneta sima är en spindelart som beskrevs av Chamberlin och Ivie 1936. Microneta sima ingår i släktet Microneta och familjen täckvävarspindlar. Inga underarter finns listade i Catalogue of Life.